# Абилев, Дихан
А́билев Дихан (каз. Дихан-Баба Әбілев) (26 декабря 1907 года — 19.09.2003 года) — известный казахский писатель, поэт, журналист. Народный писатель Казахской ССР (1987).

## Детство и юность
Дихан Абилев родился 1 октября 1907 года в Баянаульском районе в ауле Моялды-булақ у озера Жасыбай. Затем семья переехала в город Семипалатинск. Окончив Семипалатинский сельскохозяйственный техникум, он работал в советских учреждениях, учительствовал в начальной школе.
В 1926 году в семипалатинской областной газете «Қазақ тілі» появились первые стихи Абилева «О Красной Армии». В 1932—1934 годах он заведовал отделом партийной жизни в редакции карагандинской областной газеты «Ленин туы». Тогда же поступил и в 1937 году закончил Казахский коммунистический институт журналистики в Алма-Ате.

## Начало литературной карьеры
В том же 1937 году вышел первый сборник стихов поэта «Куат». А в 1938 году — поэма «Шалкыма» о сыне бедняка, ставшем борцом за новую жизнь. В 1939—1940 годах Абилев работает ответственным секретарём, а позже председателем правления Союза писателей Казахстана, главным редактором Казгослитиздата, директором Казахского отделения Литфонда СССР.

## Годы войны
С 1939 по 1942 год Дихан Абилев учился в аспирантуре Казахского педагогического института имени Абая в Алма-Ате. С 1942 года он на фронте — военный корреспондент в газете «Натиск врага», органе Политуправления Первого Прибалтийского фронта. Созданные в те годы стихи «Ты, Родина, дороже всего», «Под Москвой», «Наш храбрый полковник», «Смотри-ка на вид фашиста» и другие воспевают героизм советских людей, стойкость и мужество солдат.
Но за пацифистскую поэму «Майданбек», написанную в 1943 году Дихана Абилева едва не исключили из партии и чуть не расстреляли. Ситуацию спас Малик Габдуллин, тоже писатель-фронтовик, только получивший звезду Героя и сумевший с помощью генерала Дребеденева отменить приговор военного трибунала. Он позже написал рассказ-воспоминание «Страх, закончившийся радостью»  (недоступная ссылка).
Сам Абилев прошёл всю войну и был участником боёв с японскими милитаристами. За ратные подвиги он был награждён орденами Отечественной войны 1-й степени и Красной Звезды и медалями. Дихан Абилев скончался в городе Алма-Ате в 2003 году и похоронен на городском кладбище.

## Основные произведения
После демобилизации Абилев — один из руководителей творческого союза. Писатель продолжил исследование темы военного подвига народа — поэма «Судьба любви» (1961) посвящена жизни бойца-публициста Баубека Булкишева, погибшего на фронте.
Абилев пишет роман в стихах «Сердце Алтая» («Алтай журегі», 1953, русский перевод 1954), впоследствии переизданный под другим названием — «Знамя в горах» («Таудағы ту», 1957), где освещает с исторической правдивостью события, происходившие в Горном Алтае в годы гражданской войны, и поэму «Огненные волны» («Отты толқындар», 1956), в которой раскрывается трудовая борьба казахского пролетариата в годы становления социалистической экономики.
Дихан Абилев известен и как автор произведений исторической прозы. В 1981 году вышел в свет его роман-трилогия «Султанмахмут» о судьбе казахского поэта-демократа Султанмахмута Торайгырова («Мечта поэта», 1965; «Путь мечты», 1969; «У подножья Баянаула», 1975).
Казахские композиторы Латиф Хамиди и Бахитжан Байкадамов написали песни на стихи Дихана Абилева «Песня радости», «Родина» и другие. А его драматические произведения пьесы «Друзья-однополчане», «Майра», «Горячее сердце» ставились на сценах театров республики.
Помимо писательской и поэтической деятельности Абилев занимался также и переводами. Его перу принадлежат переводы на казахский язык ряд произведений Николая Некрасова (поэмы «Мороз-Красный нос», «Кому на Руси жить хорошо»), Михаила Лермонтова и Тараса Шевченко.

## Награды и звания
- Орден «Парасат» (12 декабря 2002) — за заслуги перед государством, значительный вклад в социально-экономическое и культурное развитие страны [1]
- Орден Отечественной войны 2-й степени (11 марта 1985)
- Орден «Знак Почёта» (3 января 1959) — за выдающиеся заслуги в развитии казахского искусства и литературы и в связи с декадой казахского искусства и литературы в гор. Москве
- Орден Красной Звезды (25 сентября 1944)
- Орден Дружбы народов
- Орден Трудового Красного Знамени
- Орден «Знак Почёта»

## Память
Его память чтят в Казахстане, в том числе устраивая памятные литературные вечера его имени. Произведения Абилева входят в школьный курс школ Казахстана. В Павлодаре его именем названа улица в южной части города. 